# 墓の落とし子
『墓の落とし子』（はかのおとしご、原題：英: The Tomb Spawn）は、アメリカ合衆国のホラー小説家クラーク・アシュトン・スミスによる短編小説。クトゥルフ神話関連作品で、『ウィアード・テイルズ』1934年5月号に収録された。
未来大陸ゾティークを舞台とし、宇宙から飛来した魔物ニオス・コルガイを題材とする。クトゥルフ神話作品として書かれたものではないが、ニオス・コルガイはコズミック・ホラー的な存在であり、また黎明期クトゥルフ神話の「辞典編纂者たち」によって設定集へと盛り込まれることで、クトゥルフ神話に導入された（後述）。
ナイトランド叢書版の解説にて、安田均は「いかにも『ウィアード・テールズ』風。しかも、何かクトゥルフ風。この種のものは『納骨所に巣を張るもの』とか『死体安置所の神』などがあるが、グロテスクさではこれ。その意味で題名もそれらしくつけた。『ブラックブック』でも、二重の魔法円についてしっかりメモしてある」と解説している。

## あらすじ
魔術王オッサルは、鬼神を意のままに操り、ゾティーク大陸の半分を支配した。晩年には、彗星に乗って地球外からやって来た魔物ニオス・コルガイを宮殿の地下に住まわせ、知恵を借りるようになる。しかし魔物は病に冒され、王の魔術を以てしても癒すことができなかった。魔物が死ぬと、王は死体を魔法の二重円で囲み、地下室を閉ざす。そして王が崩御すると、王のミイラが天井から降ろされて、魔物の亡骸と共に葬られる。オッサルの強力な魔法円は、王と魔物の遺体を守護し、何者にも触れることを許さなかった。そうして遥かな時が過ぎ、伝説で場所はわからなくなる。魔道士ナミッラは「いつの日か、旅人が知らぬまま行き当たる」「旅人は扉以外から墓所に下り、不思議なものを目にする」と予言する。
砂漠の街ファラードの酒場では、語り部が旅人たちにオッサル王の伝説を語る。宝石商の兄ミラブと弟マラバクは話を聞いた後、隊商に加わり北方への帰路につく。しかし砂漠の荒野を進む隊商は、半獣人ゴリーの群れに襲撃されて壊滅し、兄弟は命からがら逃亡した末に、古代の遺跡へと迷い込む。穴から謎の音を聞いた二人は、ロープを降ろして地下へと下り立ち、二頭の怪物――オッサルとニオス・コルガイの混合生物と遭遇する。酒場での話などまるで頭になく、恐怖のまま逃げ出すも、内側から魔法円の境界線を越えようとしたことが仇となり、溶解してしまう。兄弟に追撃をかけた魔物もまた、生前の己が張った魔法円に触れ、消滅する。やがて兄弟を追って来たゴリ―たちは、穴倉を見つけて臭いを嗅ぐも、何のにおいも嗅ぎ取れず、その場を後にする。

## 主な登場人物・用語

### 過去
- オッサル - 王であり魔道士。暗黒神タサイドンの力を借りて覇業を為し、ゾティーク大陸の半分を支配した。
- ニオス・コルガイ - オッサル王に仕えた魔物。地球外から彗星に乗って飛来した。
- 魔道士ナミッラ - オッサル王の墓所が発見されるときのことを予言する。『暗黒の魔像』の登場人物で、タサイドンの信徒。

### 現在
- ミラブ - ウスタイムの宝石商。兄弟の兄。
- マラバク - 同上。兄弟の弟。
- 語り部 - 作品冒頭にて、ファラードの酒場で旅人たちを相手にオッサル王の伝説を語る。
- ゴリー - 半獣人種族。食屍鬼やジャッカルに似て、腐肉を喰らうが、人間狩りや共食いをも実行する。
- 怪物 - コウイカのような尖った口のある異形の頭と、老人の頭の、二頭を備える混合生物。

## クトゥルフ神話との関わり
当作品はクトゥルフ神話として書かれたわけではないが、スミスの作品そのものが後からクトゥルフ神話へと取り込まれた。そのため魔物ニオス・コルガイは後付けによってクトゥルフ神話の神格扱いになっている。
- フランシス・T・レイニー『クトゥルー神話用語集』：旧支配者、四大霊の「地」の精。[3]
- リン・カーター『クトゥルー神話の神神』：地球本来の神々。だが20世紀時点ではまだおらず、遥か未来にやって来る。[4]
- コリン・ウィルソン『宇宙ヴァンパイアー』：精神寄生体である宇宙ヴァンパイアーの二種族の名称を、ウボ＝サスラ族とニオス・コルガイ族としている。[5]

辞典編纂者による恣意的な解釈という側面をもち、別の辞典編纂者によって指摘がされている。レイニーやカーターの解説について、ダニエル・ハームズは『エンサイクロペディア・クトゥルフ』にて批判的に述べている。ハームズは神扱いしておらず、あくまで怪物・クリーチャーとみなしている。

## 収録
- 『ゾティーク幻妖怪異譚』創元推理文庫、大瀧啓裕訳「墓の落とし子」
- 『魔術師の帝国1 ゾシーク篇』ナイトランド叢書、安田均訳「忘却の墳墓」